# Condeixa-a-Nova
Condeixa-a-Nova (por vezes dita pela forma sincopada de Condeixa) é uma vila portuguesa do distrito de Coimbra, fazendo parte da antiga província da Beira Litoral, e atualmente inserida na sub-região Região de Coimbra (NUT III) da região Centro (NUT II), sendo sede da União das Freguesias de Condeixa-a-Velha e Condeixa-a-Nova, freguesia que contava 8 743 habitantes em 2021. Situa-se a 10 km da capital do distrito.
É sede do Município de Condeixa-a-Nova que tem 138,68 km² de área e 16 735 habitantes (2021), subdividido em 7 freguesias que incluem um total de 88[carece de fontes?] lugares. O município é limitado a norte pelo município de Coimbra, a leste por Miranda do Corvo, a sueste por Penela, a sudoeste e oeste por Soure e a noroeste por Montemor-o-Velho.

## O município de Condeixa-a-Nova
É um município que apresenta uma componente serrana, onde predomina a agricultura de subsistência e outra mais plana, em que a atividade agrícola é bastante mais rentável. Apesar de ser um município no qual a população se dedica principalmente à agricultura, começam a implantar-se algumas industriais, resultantes certamente da sua localização estratégica.
Na freguesia do Sebal está implantada uma zona industrial onde sobressaem, entre outras, fábricas de indústria farmacêutica e de cerâmica para revestir pavimentos e paredes. A produção artesanal de louças pintadas à mão é uma atividade que ainda emprega muitas dezenas de pessoas, devido à grande percentagem destes artigos que se consegue enviar para exportação. A zona industrial de Condeixa, de 651 566 m2, encontra-se a 40 km do porto da Figueira da Foz, a 70 km do porto de Aveiro, a 130 km do Aeroporto do Porto e 200 km do Aeroporto de Lisboa.

## Património cultural e gastronómico
Inserida nas Terras de Sicó, há a destacar, entre outros polos de atração, o Museu Nacional de Conímbriga, a Casa Museu Fernando Namora, o Museu PO.RO.S, e muitas associações espalhadas um pouco por todo o município, incluindo as Fundações de Condeixa e D. Ana Laboreiro d'Eça.
Bem perto da vila, estão localizadas as Ruínas de Conímbriga, cujo Museu Nacional constitui um polo de grande interesse turístico e de investigação histórica. Segundo o jornal Público trata-se do quarto museu em número de entradas vendidas nacionalmente (2023).
É considerada por alguns como a vila portuguesa com mais casas apalaçadas.[carece de fontes?] Podemos, num pequeno passeio encontrar o Palácio dos Costa Alemão, infelizmente já só temos uma pequena parte das ruínas da casa solarenga da Quinta de São Tomé, temos o Palácio dos Sotto Mayor, as atuais instalações da Câmara Municipal também eram um Palácio, na Praça da República temos mais uma casa senhorial e a recuperada Pousada de Santa Cristina, antigo palácio incendiado aquando da Guerra Peninsular.
Destaca-se na gastronomia o “cabrito à moda de Condeixa”, cobiçado pela forma como a Erva-de-Santa-Maria (Thymus zygis subsp. silvestris) refina a qualidade da carne de cabrito durante o pastoreio nas serranias.

## Freguesias

Freguesias do município de Condeixa-a-Nova.

Depois da reforma administrativa nacional de 2013, o Município de Condeixa-a-Nova está subdividido em 7 freguesias:
- Anobra
- Condeixa-a-Velha e Condeixa-a-Nova
- Ega
- Furadouro
- Sebal e Belide
- Vila Seca e Bem da Fé (Bendafé)
- Zambujal

## História

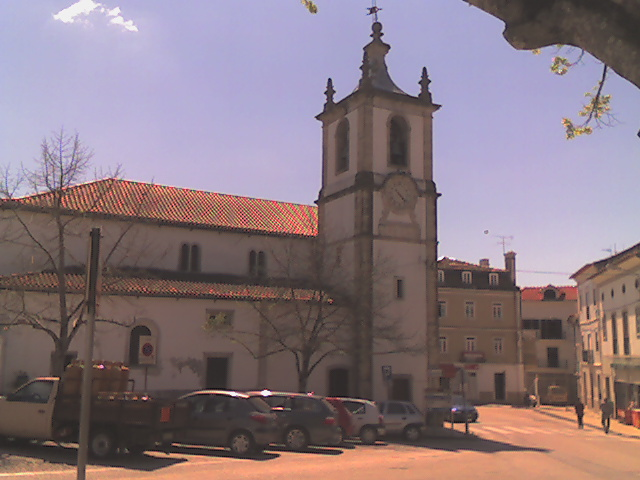
Igreja Matriz de Condeixa-a-Nova, erigida no século XVI e reconstruída depois da Guerra Peninsular (invasões francesas no século XIX).

No local de Conímbriga existem vestígios que indiciam a sua povoação desde o Neolítico, com testemunhos diversos a partir do Calcolítico. Depois da ocupação por parte dos Celtas, foi ocupado pelos romanos em 138 a.C. até ao fim do Império Romano, sendo Conímbriga o maior expoente.
Apenas em 1219 surge o primeiro documento que enuncia Condeixa, um pequeno sítio com uma área aproximada de 800 metros quadrados, embora seja provável que as terras de Condeixa fizessem parte dos territórios doados por D. Afonso Henriques ao Mosteiro de Santa Cruz de Coimbra. Os frades do Mosteiro ficaram encarregados de povoar as terras que lhes pertenciam e, entre outras terras, fundaram Condeixa-a-Nova porque Condeixa-a-Velha já existia, pelo menos, desde o abandono de Conímbriga.
Nos primeiros séculos da sua existência, Condeixa-a-Nova cresceu pouco e no início do século XVI contava apenas com 20 famílias (fogos). Mas em 1502, o rei de Portugal, D. Manuel I quando se deslocava para Santiago de Compostela passou por Condeixa-a-Nova e gostou da paisagem e do clima. Talvez por isso, mandou construir a Igreja Matriz e em 1514 deu um foral à vila. Formou-se então a Freguesia de Condeixa-a-Nova com terras que pertenciam às freguesias de Condeixa-a-Velha e do Sebal.
Devido ao foral e sobretudo devido à localização estratégica na estrada Lisboa-Coimbra-Porto, Condeixa-a-Nova foi desenvolvendo-se e crescendo bastante, de tal modo que em 1601 já tinha aproximadamente 200 fogos, ou seja, entre 800 e 1000 pessoas.
Apesar da sua prosperidade, a vila sofreu imensamente com a Guerra Peninsular, tendo sido invadida e violentamente saqueada, incendiados diversos palácios, a Igreja Matriz e outros edifícios. Depois das invasões francesas esta Igreja foi reconstruída no estilo neoclássico que exibe atualmente.
A 17 de abril de 1838, Condeixa deixou de fazer parte do concelho de Coimbra e passou ela própria a ser concelho, por ação do político liberal e regenerador Rodrigo da Fonseca Magalhães.
Atualmente, Condeixa é uma vila relativamente desenvolvida, com indústria e comércio próprios. Além disso, beneficia da proximidade com Coimbra e com Conímbriga.

## Evolução da População do Município
| Número de habitantes | Número de habitantes | Número de habitantes | Número de habitantes | Número de habitantes | Número de habitantes | Número de habitantes | Número de habitantes | Número de habitantes | Número de habitantes | Número de habitantes | Número de habitantes | Número de habitantes | Número de habitantes | Número de habitantes | Número de habitantes |
| -------------------- | -------------------- | -------------------- | -------------------- | -------------------- | -------------------- | -------------------- | -------------------- | -------------------- | -------------------- | -------------------- | -------------------- | -------------------- | -------------------- | -------------------- | -------------------- |
| 1864                 | 1878                 | 1890                 | 1900                 | 1911                 | 1920                 | 1930                 | 1940                 | 1950                 | 1960                 | 1970                 | 1981                 | 1991                 | 2001                 | 2011                 | 2021                 |
| 10 008               | 11 431               | 11 903               | 11 875               | 13 037               | 12 583               | 12 149               | 13 591               | 14 020               | 13 555               | 12 902               | 13 257               | 13 027               | 15 340               | 17 078               | 16 732               |

(Obs.: Número de habitantes "residentes", ou seja, que tinham a residência oficial neste município à data em que os censos  se realizaram.)
Segundo os dados do INE o distrito de Coimbra registou em 2021 um decréscimo populacional na ordem dos 5.0% relativamente aos resultados do censo de 2011. No concelho de Condrixa-a-Nova esse decréscimo rondou os 2.0%.
| Número de habitantes por Grupo Etário | Número de habitantes por Grupo Etário | Número de habitantes por Grupo Etário | Número de habitantes por Grupo Etário | Número de habitantes por Grupo Etário | Número de habitantes por Grupo Etário | Número de habitantes por Grupo Etário | Número de habitantes por Grupo Etário | Número de habitantes por Grupo Etário | Número de habitantes por Grupo Etário | Número de habitantes por Grupo Etário | Número de habitantes por Grupo Etário | Número de habitantes por Grupo Etário | Número de habitantes por Grupo Etário |
| ------------------------------------- | ------------------------------------- | ------------------------------------- | ------------------------------------- | ------------------------------------- | ------------------------------------- | ------------------------------------- | ------------------------------------- | ------------------------------------- | ------------------------------------- | ------------------------------------- | ------------------------------------- | ------------------------------------- | ------------------------------------- |
|                                       | 1900                                  | 1911                                  | 1920                                  | 1930                                  | 1940                                  | 1950                                  | 1960                                  | 1970                                  | 1981                                  | 1991                                  | 2001                                  | 2011                                  | 2021                                  |
| 0–14 Anos                             | 3 761                                 | 4 176                                 | 3 731                                 | 3 671                                 | 3 660                                 | 3 410                                 | 3 068                                 | 2 705                                 | 2 691                                 | 2 099                                 | 2 252                                 | 2 738                                 | 2 283                                 |
| 15–24 Anos                            | 2 015                                 | 2 042                                 | 2 231                                 | 2 299                                 | 2 161                                 | 2 082                                 | 1 992                                 | 1 830                                 | 1 768                                 | 1 838                                 | 1 804                                 | 1 492                                 | 1 684                                 |
| 25–64 Anos                            | 4 898                                 | 5 381                                 | 5 252                                 | 5 735                                 | 6 179                                 | 6 512                                 | 6 871                                 | 6 335                                 | 6 465                                 | 6 528                                 | 8 402                                 | 9 602                                 | 8 952                                 |
| = ou > 65 Anos                        | 928                                   | 941                                   | 1 087                                 | 1 231                                 | 1 357                                 | 1 544                                 | 1 624                                 | 1 995                                 | 2 333                                 | 2 562                                 | 2 882                                 | 3 246                                 | 3 813                                 |

(Obs: De 1900 a 1950 os dados referem-se à população "de facto", ou seja, que estava presente no município à data em que os censos se realizaram. Daí que se registem algumas diferenças relativamente à designada população residente)

## Política

### Eleições autárquicas[13]
| Data | %     | V     | %       | V       | %            | V            | %              | V      | %              | V         | %              | V  | %              | V      | %              | V   | %  | V  | Participação |                |
| Data | PS    | PS    | PPD/PSD | PPD/PSD | FEPU/APU/CDU | FEPU/APU/CDU | CDS-PP         | CDS-PP | PCTP/MRPP      | PCTP/MRPP | AD             | AD | UDP/BE         | UDP/BE | MPT            | MPT | CH | CH | Participação |                |
| ---- | ----- | ----- | ------- | ------- | ------------ | ------------ | -------------- | ------ | -------------- | --------- | -------------- | -- | -------------- | ------ | -------------- | --- | -- | -- | ------------ | -------------- |
| Data | 1976  | 41,90 | 3       | 28,35   | 2            | 12,61        | -              | 6,22   | -              | 2,65      | -              |    |                |        |                |     |    |    |              | 59,98 / 100,00 |
| 1979 | 47,82 | 3     | AD      | AD      | 11,72        | -            | AD             | AD     |                |           | 34,10          | 2  | 2,89           | -      | 74,49 / 100,00 |     |    |    |              |                |
| 1982 | 42,34 | 3     | AD      | AD      | 12,93        | 1            | AD             | AD     | 1,83           | -         | 37,95          | 3  |                |        | 68,95 / 100,00 |     |    |    |              |                |
| 1985 | 45,43 | 3     | 35,55   | 3       | 15,02        | 1            |                |        |                |           |                |    | 64,05 / 100,00 |        |                |     |    |    |              |                |
| 1989 | 59,07 | 5     | 29,48   | 2       | 7,04         | -            | 67,54 / 100,00 |        |                |           |                |    |                |        |                |     |    |    |              |                |
| 1993 | 47,01 | 4     | 39,48   | 3       | 8,40         | -            | 1,31           | -      | 71,83 / 100,00 |           |                |    |                |        |                |     |    |    |              |                |
| 1997 | 61,59 | 5     | 24,92   | 2       | 6,87         | -            | 1,40           | -      | 65,90 / 100,00 |           |                |    |                |        |                |     |    |    |              |                |
| 2001 | 47,21 | 4     | 38,27   | 3       | 6,22         | -            | 2,09           | -      | 2,15           | -         | 66,33 / 100,00 |    |                |        |                |     |    |    |              |                |
| 2005 | 51,97 | 4     | 35,03   | 3       | 8,33         | -            |                |        |                |           | 64,85 / 100,00 |    |                |        |                |     |    |    |              |                |
| 2009 | 57,11 | 5     | 26,90   | 2       | 6,33         | -            | 6,36           | -      | 59,34 / 100,00 |           |                |    |                |        |                |     |    |    |              |                |
| 2013 | 49,77 | 5     | 25,24   | 2       | 6,86         | -            | 1,77           | -      | 8,15           | -         | 55,05 / 100,00 |    |                |        |                |     |    |    |              |                |
| 2017 | 57,18 | 5     | 21,18   | 2       | 6,60         | -            |                |        | 8,00           | -         | 56,41 / 100,00 |    |                |        |                |     |    |    |              |                |
| 2021 | 44,01 | 4     | 31,33   | 3       | 6,03         | -            | 5,26           | -      | 6,38           | -         | 54,95 / 100,00 |    |                |        |                |     |    |    |              |                |

### Eleições legislativas
| Data | %     | %     | %    | %    | %     | %     | %        | %     | %    | %     | %    | %   | %       | % | %  | %  |
| Data | PS    | PSD   | PCP  | CDS  | UDP   | AD    | APU/ CDU | FRS   | PRD  | PSN   | BE   | PAN | PSD CDS | L | CH | IL |
| ---- | ----- | ----- | ---- | ---- | ----- | ----- | -------- | ----- | ---- | ----- | ---- | --- | ------- | - | -- | -- |
| 1976 | 42,12 | 27,82 | 6,21 | 6,06 | 1,97  |       |          |       |      |       |      |     |         |   |    |    |
| 1979 | 41,20 | AD    | APU  | AD   | 2,10  | 37,42 | 10,71    |       |      |       |      |     |         |   |    |    |
| 1980 | FRS   | AD    | APU  | AD   | 0,90  | 38,47 | 11,06    | 41,86 |      |       |      |     |         |   |    |    |
| 1983 | 51,49 | 22,93 | APU  | 6,93 | 0,94  |       | 12,03    |       |      |       |      |     |         |   |    |    |
| 1985 | 31,30 | 25,70 | APU  | 4,46 | 0,64  | 12,10 | 20,10    |       |      |       |      |     |         |   |    |    |
| 1987 | 33,08 | 45,98 | CDU  | 2,60 | 0,29  | 8,38  | 3,71     |       |      |       |      |     |         |   |    |    |
| 1991 | 41,16 | 43,32 | CDU  | 2,23 |       | 6,75  | 0,51     | 1,52  |      |       |      |     |         |   |    |    |
| 1995 | 54,47 | 29,81 | CDU  | 5,01 | 0,55  | 6,47  |          | 0,17  |      |       |      |     |         |   |    |    |
| 1999 | 52,87 | 29,88 | CDU  | 4,09 |       | 7,68  |          | 1,48  |      |       |      |     |         |   |    |    |
| 2002 | 46,86 | 34,98 | CDU  | 5,88 | 6,09  | 2,48  |          |       |      |       |      |     |         |   |    |    |
| 2005 | 52,29 | 25,01 | CDU  | 4,14 | 6,75  | 6,61  |          |       |      |       |      |     |         |   |    |    |
| 2009 | 41,26 | 24,35 | CDU  | 7,31 | 6,89  | 14,18 |          |       |      |       |      |     |         |   |    |    |
| 2011 | 31,90 | 34,47 | CDU  | 8,76 | 7,67  | 7,58  | 1,17     |       |      |       |      |     |         |   |    |    |
| 2015 | 37,69 | CDS   | CDU  | PSD  | 7,70  | 12,82 | 1,03     | 30,85 | 0,60 |       |      |     |         |   |    |    |
| 2019 | 38,53 | 21,37 | CDU  | 2,76 | 6,05  | 15,44 | 2,64     |       | 1,12 | 1,58  | 1,12 |     |         |   |    |    |
| 2022 | 46,69 | 25,31 | CDU  | 1,12 | 3,50  | 5,82  | 1,44     | 1,06  | 7,28 | 3,69  |      |     |         |   |    |    |
| 2024 | 33,31 | AD    | CDU  | AD   | 25,56 | 3,02  | 6,51     | 1,81  | 3,15 | 16,23 | 5,22 |     |         |   |    |    |

## Património Histórico
- Ruínas de Conímbriga
- Igreja Matriz de Condeixa
- Igreja Matriz da Ega
- Palácio dos Figueiredos (atual sede dos Paços do Concelho de Condeixa-a-Nova)
- Palácio dos Almadas (atual Pousada de Santa Cristina)
- Palácio Sotto Mayor
- Palácio dos Sás
- Palácio do Conde de Podentes (atualmente conhecido por “Hospício”)
- Castellum de Alcabideque[16]
- Pelourinho da Ega
- Paço dos Comendadores (atual Paço da Ega, turismo rural)
- Igreja matriz do Sebal Grande
- Palácio dos Mattos, Sebal Grande
- Solar da Quinta de São Tomé (atual Museu PO.RO.S)

## Cultura
- Museu Nacional de Conímbriga
- Casa Museu Fernando Namora
- Museu PO.RO.S — Portugal Romano em Sicó (antigo solar da Quinta de São Tomé)[17]
- Fundação de Condeixa
- Casa do Povo de Condeixa

## Personalidades ilustres
- Rodrigo da Fonseca Magalhães
- Simão da Cunha de Eça Azevedo
- Fernando Namora, médico, escritor e pintor.
- António Pimentel, pintor e ilustrador.
- Manuel Deniz-Jacinto, teatrólogo, ensaísta, professor, ator e encenador.
- João Franco de Oliveira, Arcebispo de São Salvador da Bahia, Bispo de São Paulo de Luanda e Bispo de Miranda
- Dr. João Antunes (Padre Boi) — músico, pintor, escritor, ensaísta, professor, ator, encenador
- Artur Barreto, comerciante e industrial
- Visconde de Condeixa

## Geminações
A vila de Condeixa-a-Nova é geminada com as seguintes cidades::
- Bretten, Baden-Württemberg, Alemanha (1985)
- Longjumeau, Essonne, França (1990)
- Pontypool, Torfaen, País de Gales (1999)
- Idanha-a-Nova, Distrito de Castelo Branco, Portugal (1994)